# Калюжний Павло Павлович
Павло́ Па́влович Калю́жний (6 березня 1916, с. Василівське (нині Вільнянський район Запорізька область) — 29 березня 2002, м. Санкт-Петербург) — радянський військовий льотчик, Герой Радянського Союзу (1944), в роки німецько-радянської війни командир ескадрильї 146-го гвардійського винищувального авіаційного полку 9-го винищувального авіаційного корпусу ППО СРСР. Генерал-майор авіації.

## Біографія
Народився 6 березня 1916 року в селі Василівське (нині Вільнянський район, Запорізька область) у селянській родині. Здобув середню освіту та закінчив навчання в аероклубі м. Запоріжжя, був льотчиком-інструктором.
У Червоній Армії з 1937 року. У 1938 році закінчив навчання в Качинській воєнній авіаційній школі льотчиків. З 1941 р. член ВКП(б)/КПРС.
З червня 1941 року учасник німецько-радянської війни. З перших днів війни брав участь у відображенні ворожих авіаційних нальотів на Москву, Ленінградський залізничний вузол, Воронеж, Курськ, Валуйки, Ворожба. Брав участь у боях з ворогом у складі одного авіаційного полку (ППО СРСР), який за роки війни декілька разів змінював свою назву: 35-й винищувальний авіаційний полк ППО перетворений на два дні (з 13—15 серпня 1941 р.) в 419-й винищувальний авіаційний полк ППО. З 28 вересня 1941 року — 487-й винищувальний авіаційний полк ППО (101-а винищувальна авіаційна дивізія ППО м. Воронежа). За перші півроку війни Калюжний здійснив 50 бойових вильотів, взяв участь у 40 повітряних боях та особисто знищів 16 ворожих літаків. Під його командування авіаційна ескадрилья здійснила 50 повітряних боїв та знищіла 33 літаки супротивника. Наказом Народного Комісара оборони СРСР від 9 жовтня 1943 р. № 299 за бойові відзнаки особистого складу 487-й винищувальний авіаційний полк ППО був перетворений в 146-й гвардійський винищувальний авіаційний полк ППО.
Майор Калюжний П. П. до середини листопада 1943 р. здійснив більш ніж 200 успішних бойових вильотів, в 40 повітряних боях особисто збив 7 ворожих літаків та 9 в групі. За період війни Павло Павлович Калюжний здійснив 320 бойових вильотів, у яких особисто збив 20 літаків ворога та 9 — у складі групи.
Указом Президії Верховної Ради СРСР від 29 березня 1944 р. за зразкове виконання бойових наказів командування на фронті боротьби з німецько-фашистським загарбником та проявлені при цьому мужність та героїзм старшині 2-ї статті Калюжному П. П. присвоєно звання Героя Радянського Союзу з врученням ордену Леніна та медалі «Золота Зірка» (№ 3176).
Після закінчення війни служив у ВПС СРСР. У 1952 році закінчив Воєнно-повітряну академію, а 1957 року — Військову академію Генерального штабу. Служив у Військах протиповітряної оборони країни. З 1971 р. генерал-майор авіації Калюжний П. П. в запасі. Мешкав у м. Санкт-Петербург, Росія. Помер 29 березня 2002 р.

## Нагороди
- орден Леніна;
- орден Червоного Прапора;
- орден Олександра Невського;
- орден Вітчизняної війни 1-го ступеня;
- два ордени Червоної Зірки.